# Sant'Agata dei Goti rosso
Il Sant'Agata dei Goti rosso è un vino DOC la cui produzione è consentita nella provincia di Benevento.

## Caratteristiche organolettiche
- colore: rubino piuttosto intenso.
- odore: vinoso.
- sapore: secco, fresco.

## Produzione
Provincia, stagione, volume in ettolitri
- nessun dato disponibile